# Pedro Morales Moya
Anacleto moya
Pedro Morales Moya (Espejo, Valdegovía, Álava, 22 de diciembre de 1922-Vitoria, Álava, 30 de mayo de 2023) fue un periodista y político  español. 

## Biografía
Hijo de un médico, quedó huérfano de padre en 1945. Después de hacer el servicio militar en Santiago de Compostela, trabajó durante un tiempo en un banco en Pontevedra hasta que ingresó por oposición en el cuerpo de funcionarios técnico-administrativos de la Diputación Foral de Álava. Durante un tiempo pidió excedencia y trabajó como corresponsal en Vitoria del diario del Movimiento Nacional La Voz de España de San Sebastián, y más tarde como director en Álava de la delegación del diario El Correo de Bilbao (1973-1974). Debido a algunos de los artículos publicados denunciando la corrupción en el ayuntamiento de Vitoria tuvo problemas con la censura.
Simultáneamente, colaboró junto con los jóvenes de la Escuela profesional Jesús Obrero, en la fundación de la cooperativa de artes gráficas Evagraf, de la que fue director gerente durante diez años. En 1956 también fundó el Cine Foro Vitoria y colaboró en la edición de Cine Crítica.
A mediados de los setenta regresó al mundo periodístico a través del Norte Exprés, periódico heredero del tradicionalista vespertino de origen carlista El Pensamiento Alavés.
A raíz de los sucesos de Vitoria (1976) empezó a interesarse por la política, defendiendo una postura liberal y foralista y denunciando que las huelgas generales convocadas durante la transición democrática tenían un componente más político que laboral. Esto le llevó a contactar con el fundador de Unión de Centro Democrático en Álava, Jesús María Viana Santacruz, quien le convenció para ir de número dos en las listas de esta coalición por Álava a las elecciones generales de España de 1977. Sin embargo, poco después abandonó la coalición debido al trato que la UCD dio al conflicto vasco, y pasó al Grupo Mixto. Asimismo, formó parte del Consejo General Vasco.
En las elecciones generales de 1979 se presentó con la coalición Unión Foral del País Vasco, pero no fue escogido. Posteriormente ingresó en Alianza Popular, de la que fue nombrado presidente en Álava en 1983, y fue elegido diputado por Álava a las elecciones al Parlamento Vasco de 1984. En 1986 se retiró de la política.
Casado y con siete hijos.

## Obras

### Ensayo
- Ese camino de sangre (1998) ISBN 8460572579
- Crítica y réplica a la propuesta de Ibarretxe (2003) ISBN 9788485631940
- El pan de cada día. Apuntes para una historia del pan en Álava (2006) ISBN 9788489213029

### Narrativa
- Vitoria si mal no recuerdo (1998) ISBN 8460576728
- La oprobiosa muerte del licenciado Ruiz de Luzuriaga (1999) ISBN 9788493058906
- Como sombras que pasan
- Ojo de Peregrino
- El Círculo en Vitoria
- La Cuadrilla (2007) ISBN 9788461190096
- Adiós, Vitoria (2010)